# Irial Glunmar
Irial Glunmar lub Iarel Glunmar („Szybkiego Kroku”) – legendarny król Ulaidu z dynastii Milezjan (linia Ira, syna Mileda) w latach 42-82 n.e., przodek dynastii Dál nAraidi, syn herosa Conalla Cernacha i jego żony Loncety (Londchady), córki Eochaida Eachbeoila („Końskie Usta”) ze Szkocji. 
Crodai było jego właściwym imieniem. Informacje o jego rządach z Emain Macha w Ulaidzie czerpiemy ze źródeł średniowiecznych. Jedno z nich, „Rawlinson B 502” z XII w., zanotowało na jego temat: Iarél Glúnmā[r] m[ac] [Con]aill Cer[naich] .xl. b[liadna] (faksym. 157), zaś „Laud Misc. 610”: Irial Glúnmár m[ac] [Con]aill Cern[aig] .xl. bl[iadna] (fol. 107 b 1). Zapisano tam małymi literami rzymską cyfrę XL, oznaczającą czterdzieści lat panowania. Objął tron po swym kuzynie Glaisne. Irial był tym, który sprowadził Cúchulainna i Cú Roí mac Dairine ze Szkocji do Irlandii. Brał udział w pięćdziesięciu bitwach. Pozostawił po sobie pięciu synów:
- Rochaid, pozostawił po sobie potomstwo
- Daire
- Fiacha I Finnamnas, przyszły król Ulaidu
- Tiobraid, przodek rodu MacGiolla Raibhaigh (zanglizowane MacGillereagh, MacGilrea, MacGilroy, MacKilroy, Gilroy, Kilroy, MacGreery, Greery, Crecry, Gray i Grey), wodzów Clonderlaw w hrabstwie Clare
- Inboth, pozostawił po sobie potomstwo